# Glypta cylindrator
Glypta cylindrator là một loài tò vò trong họ Ichneumonidae.